# Dolní Bělá
Dolní Bělá település Csehországban, a Észak-plzeňi járásban. Dolní Bělá Horní Bělá, Loza és Líté településekkel határos. Lakosainak száma 459 fő (2024. január 1.).

## Népesség
A település lakosságának változását az alábbi diagram mutatja:
| Lakosok száma | 675  | 622  | 645  | 544  | 446  | 415  | 420  | 437  | 457  | 459  |
|               | 1869 | 1900 | 1921 | 1961 | 1980 | 2011 | 2016 | 2019 | 2021 | 2024 |